# Phái đoàn hỗ trợ Liên Hợp Quốc tại Đông Timor
Phái đoàn hỗ trợ Liên Hợp Quốc tại Đông Timor (tiếng Anh: United Nations Mission of Support to East Timor, viết tắt là UNMISET) được thành lập theo Nghị quyết 1410 (2002) thông qua ngày 17 tháng 5 năm 2002 bởi Hội đồng Bảo an Liên Hợp Quốc. Nghị quyết này có hiệu lực vào ngày 20 tháng 5, sau sự độc lập chính thức của Đông Timor.
UNMISET đã tiếp quản, với một số chuyên môn khác nhau, những gánh nặng đã được cung cấp từ năm 1999 bởi các nhiệm vụ của Liên Hợp Quốc trước đây ở Đông Timor.
Nhiệm kỳ của ông ban đầu là mười hai tháng, và được gia hạn nhiều lần cho đến khi Ngày 20 tháng 5 năm 2005 Khi một nhiệm vụ chính trị đơn giản, Văn phòng Liên Hợp Quốc tại Timor Leste, đã tiếp quản, trước khi bạo lực mùa xuân năm 2006 dẫn đến sự tái hợp của Liên Hợp Quốc tại quốc gia này với việc thành lập Phái bộ Hợp nhất của Phái đoàn tích hợp Liên Hợp Quốc tại Đông Timor (UNMIT) Ngày 25 tháng 8 năm 2006.